# Boris Vildé
Boris Vladimirovitch Vildé, né le 25 juin (8 juillet) 1908 à Saint-Pétersbourg de parents russes, fusillé le 23 février 1942 au fort du Mont-Valérien, a été linguiste et ethnologue au musée de l'Homme, à Paris (France), spécialiste des civilisations arctiques.
Dès le mois d'août 1940 à Paris, il fonde et dirige avec Paul Hauet l'un des premiers mouvements de Résistance, qui se désigne comme « Comité national de salut public » et sera ensuite connu sous le nom de Réseau du musée de l'Homme crée avec son adjoint anthropologue Anatole Lewitsky, à l'initiative de la bibliothécaire Yvonne Oddon. Ils sont arrêtés tous les trois peu après, en mars 1941. Les deux hommes sont emprisonnés avec plusieurs membres du réseau, puis fusillés le 23 février 1942.

## Biographie
Après la mort prématurée de son père Vladimir Iosivitch en 1912, Boris Vladimirovtch a passé son enfance d'abord à Saint-Pétersbourg (Pétrograd après 1913)  puis dans le village ses grands-parents maternels nommé Yastrebino (rayon de Volossovo) situé à 120 km de Saint-Pétersbourg.

### L'Avant-guerre
En 1919, la famille s'est réfugiée à Tartu en Estonie (Maria Vassilievna Vildé-Goloubeva mère de Boris et de sa sœur Raïssa Vladimirovna ainsi que Michel Goloubev, frère de Maria Vassilievna). Né en Russie de parents russes, ayant des grands-parents maternels russes, réfugiés en Estonie, tous les membres de cette famille ont conservé leur nationalité russe. L'examen des archives conservées à Tartu ainsi que les actes postérieurs d'état civil le démontrent. Seule l'origine du père, Vladimir Iosevitch, reste imprécise sachant qu'il avait des ancêtres en Lettonie.
Au printemps 1926, Boris Vladimirovitch Vildé terminait ses études secondaires au lycée russe de Tartu pour être admis à l'Université de cette ville. Sa fréquentation de la bohème littéraire locale est notée mais aussi ses prédispositions à écrire des poèmes. Cette période est aussi marquée par sa tentative inexpliquée d'entrer clandestinement sur le territoire de l'Union soviétique située sur l'autre berge du lac Peïpous. Après l'avoir emprisonné quelque temps, les gardes-frontières du Guépéou l'ont renvoyé en Estonie.
Issu d'une famille de condition modeste, après sa sortie de l'Université, il vivra de travaux de fortune, un moment dans une scierie, puis compositeur typographe dans une imprimerie à Tartu. Certaines rumeurs ont circulé quant à sa participation à un mouvement séparatiste en Livonie et que pour cette raison, il aurait été emprisonné durant une courte période. Cela expliquerait sa sortie prématurée de l'Université, sans que cette hypothèse soit prouvée historiquement.
De 1930 à 1932, il passe successivement en Lettonie pour rejoindre l'Allemagne. Il y perfectionne sa connaissance de la langue allemande qu'il avait déjà étudié à l'Université, vit pauvrement à Berlin en effectuant des traductions, occupant divers emplois précaires tel lecteur à l'Université de Iéna. Il participe au mouvement contre la montée du nazisme, ce qui lui vaut un court emprisonnement. À Berlin, il rencontrera André Gide venu donner une conférence. Celui-ci lui conseillera de quitter l’Allemagne et se propose même de lui trouver un logement à Paris.
Boris Vildé arrive à Paris au milieu de l'été 1932. Par l'intermédiaire d'André Gide, il rencontre Paul Rivet, directeur du musée de l’Homme qui lui conseille de poursuivre des études. Plus tard, il obtiendra une licence de langue japonaise délivré par l'École nationale des langues orientales vivantes (actuel INALCO). Marié en 1934 avec Irène Lot, fille du médiéviste Ferdinand Lot, il obtiendra la nationalité française le 5 septembre 1936. Sa connaissance de la langue allemande sera formalisée par un diplôme délivré par la Sorbonne en 1937. Par la suite, il sera « attaché » au musée de l'Homme et chargé du département des civilisations arctiques.
En 1937 et 1938, il effectue deux missions en Estonie dans la région du Setomaa, et une mission en Finlande en 1939.
D'octobre 1937 à juin 1938, il accomplit son service militaire dans un régiment d'artillerie à Châlons-sur-Marne (avec le grade de brigadier) et effectue une période d'entraînement en septembre 1939, à Chartres, avant d'être intégré dans un détachement de défense aérienne.
Titularisé 1er janvier 1939 au musée de l'Homme, il y dirige la section des peuples polaires. Il obtient également le diplôme de langue japonaise de l'École des langues orientales. Après la défaite, fait prisonnier par les Allemands dans les Ardennes en juin 1940, il s’évade et regagne Paris début juillet.

### L'occupation
En juillet 1940, Boris Vildé commence ses activités anti-allemandes en compagnie d’intellectuels parisiens et de collègues du musée de l’Homme. Ce groupe de Résistants se dénomme « Comité national de salut public ». Au tout début, il est composé de Boris Vildé, Anatole Lewitsky, Yvonne Oddon, et s’élargit rapidement à Jean Cassou, Pierre Walter, Léon-Maurice Nordmann, Claude Aveline, Emilie Tillion, Germaine Tillion, Pierre Brossolette, Simone Martin-Chauffier, Jacqueline Bordelet, René Sénéchal, Marcel Abraham, Agnès Humbert, et d'autres. Ce groupe de Résistants est aujourd'hui cité par les historiens sous le nom de Réseau du musée de l'Homme.
Les premiers tracts sont édités en août 1940 par le groupe de Résistants du musée de l’Homme. En septembre 1940, le premier tract : « Vichy fait la guerre » est édité à plusieurs centaines d'exemplaires. En septembre 1940, Boris Vildé est scandalisé par le contenu du journal clandestin L'Humanité qui présente l'Allemagne, la Russie et l'Italie comme les « nouvelles jeunes nations ».
Le premier numéro du journal Résistance, dont la première page a été rédigée par Boris Vildé, est publié sous la direction de Jean Cassou le 15 décembre 1940. Le deuxième numéro sort le 30 décembre 1940. Deux ou trois autres numéros seront encore publiés après l'arrestation de Boris Vildé.
Boris Vildé rencontre un certain Ameline (Albert Gaveau, agent du capitaine SS Doering) dont il fait son homme de confiance.
Début 1941, Boris Vildé se rend en Zone sud pour « recruter » et prend des contacts à Toulouse, Marseille, Lyon, sur la Côte d'Azur. Il y rencontre diverses personnalités, dont André Malraux qu'il tente vainement de convaincre de s’engager dans la Résistance.
Le 26 mars 1941 à 15 heures, place Pigalle, peu de temps après son retour à Paris, Boris Vildé est arrêté par le capitaine SS Doehring et ses hommes de la Gestapo. Cependant, les premières arrestations de membres du réseau ont été effectuées par la police française après dénonciation par deux employés du Musée de l'Homme. Devant le juge d'instruction près la cour de justice du département de la Seine, Germaine Tillion déposait :

« D'autre part, deux employés du Musée de l'Homme, tous deux d'origine russe, nommés Fedorovsky et sa maîtresse la femme Erouchkovsky, connaissant d'une manière très vague l'activité de résistance de Vildé et de Léwitsky et d'Yvonne Oddon, avaient spontanément été les dénoncer à la police. C'est à la suite de la dénonciation [...] que fut faite la première série d'arrestations du Musée de l'Homme en février 1941. J'ai dit « arrestations » et non inculpations car la plupart des gens arrêtés ce jour-là furent relâchés et ceux qui furent maintenus en état d'arrestation, Lewitsky et Yvonne Oddon, le furent grâce à la suite de l'enquête dont tous les éléments étaient fournis par Albert Gaveau. »

Emprisonné durant 11 mois, d’abord à la Santé puis à Fresnes à partir du 16 juin 1941, Boris Vildé y écrit son Journal et ses Lettres de prison.

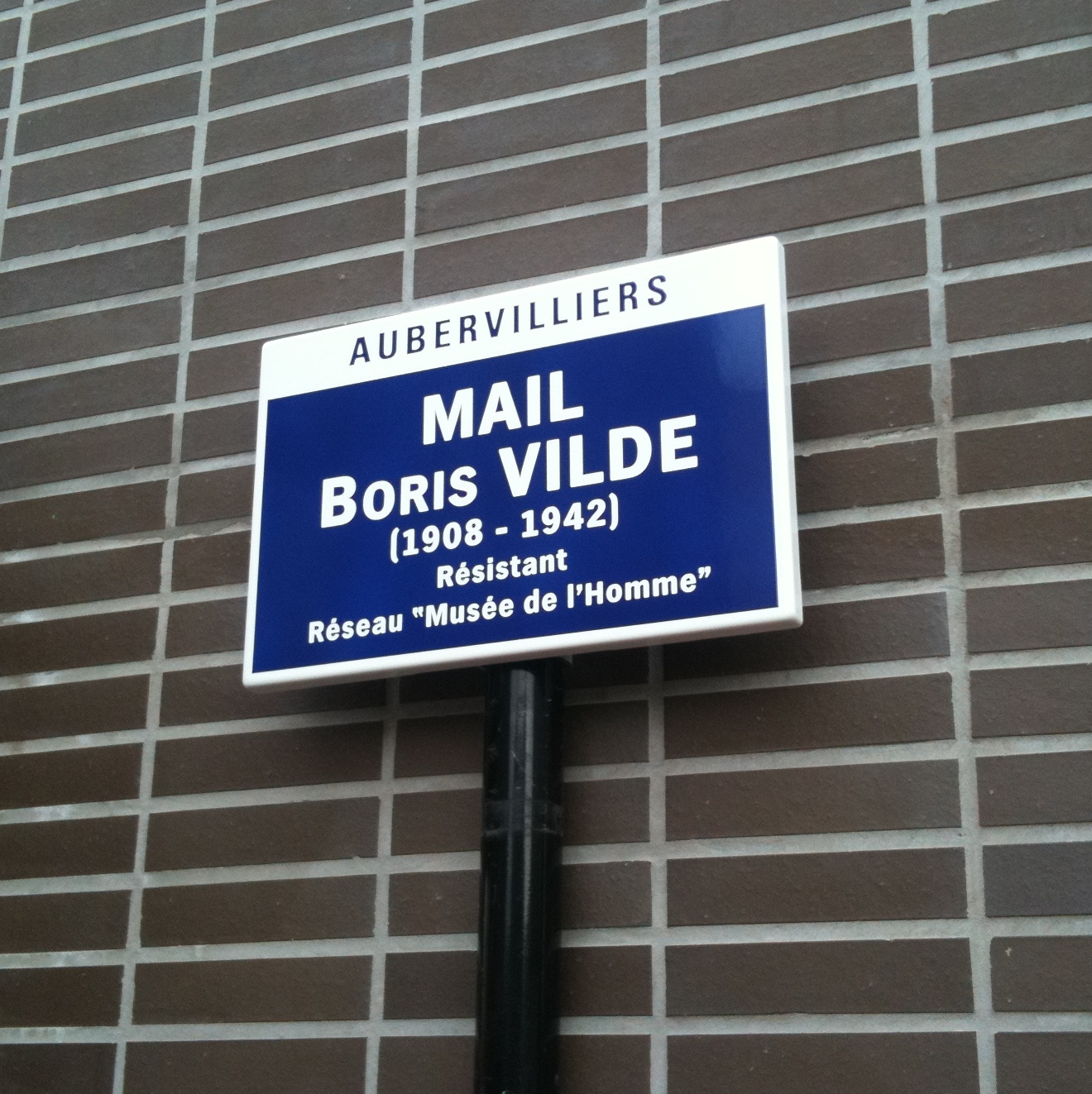
Le mail Boris-Vildé à Aubervilliers.

Le procès de Boris Vildé et des membres du Réseau du musée de l’Homme débute en janvier 1942 devant un Tribunal allemand présidé par le capitaine Ernst Roskothen. Le procureur Gottlob qui réclame la peine de mort est un Alsacien français.
Boris Vildé est fusillé au fort du Mont-Valérien, à côté de Paris, ainsi que six autres de ses compagnons résistants compris dans le même procès le 23 février 1942. Boris Vildé repose au cimetière parisien d'Ivry (Val-de-Marne) à côté de ses compagnons, dont Anatole Lewitsky et à proximité des tombes des fusillés du Groupe Manouchian.

## Hommages
La première commémoration officielle de l'assassinat de Boris Vildé et d'Anatole Lewitsky a lieu à Ivry-sur-Seine, en février 1945. Le général de Gaulle s'y est fait représenter. Le 8 juillet 2008, à l'occasion du centenaire de sa naissance, une cérémonie commémorative, à l'initiative du musée de l'Homme, s'est tenue sur la tombe de Boris Vildé.
Dans la commune de Fontenay-aux-Roses, une rue porte le nom de Boris Vildé ainsi qu'un square attenant à cette rue. Le 25 août 2010, la ville d'Aubervilliers rendait hommage à Boris Vildé en dédiant un mail à son nom.
Dans la mini-série Résistance diffusée en 2014, le rôle de Boris Vildé est joué par Robert Plagnol.

## Publications
- La civilisation finnoise, Horizons de France, 1940
- Journal et lettres de prison : 1941-1942, présentation de François Bédarida et Dominique Veillon, notes de François Bédarida, Cahiers de l'Institut du Temps Présent, no 7, février 1988, 146 p., portrait de Boris Vildé ; réédition éd. Allia, 1997

### Sources
- Fonds Boris Vildé, archives historiques de la ville de Tartu en Estonie : 2100-1-18317.
- Fonds Boris Vildé, archives du musée de l’Homme : 2AP1C, 2AM1K, 2AP1C, 2AMI MIC.
- BNF : numéros 1, 2, 3 et 4 du journal clandestin Résistance, Salle Y (RES-G-1470-334).
- Musée Boris Vildé à Yastrebino en Russie.
- Raïssa Raït-Kovaleva, Tchelovek iz Mouzeia Tcheloveka (« L’Homme du Musée de l’Homme »), Moscou, 1982
- Entretiens et remise de documents par Marianne Mahn-Lot à Paris en 2003 et 2004.
- Dossier de carrière administrative aux Archives nationales dans le fonds du CNRS : 20070296/546.
- Archives relatives au réseau du musée de l’Homme aux Archives nationales[14].
- BDIC de Nanterre : micro-films du journal clandestin Résistance.